# Прага (район Лученец)
Пра́га (словац. Praha) — деревня района Лученец Банскобистрицкого края Словакии, расположенная в горном массиве Оструожки. Основана в начале XV века чешскими гуситами. По легенде её основали двое гуситских беженцев из Праги — Матоуш и Филипп. Впервые упомянута в 1443 году. Побратим Праги.

## Население
| Год:                | 1994 | 2004     | 2014     | 2024     |
| ------------------- | ---- | -------- | -------- | -------- |
| Количество человек: | 87   | 102      | 87       | 74       |
| Разница:            |      | +17,24 % | −14,70 % | −14,94 % |

## Достопримечательности
- Лютеранская кирха (1856)